# ELBA
ELBA este un important producător de corpuri de iluminat din România. Istoria Elba începe din anul 1921 prin înființarea firmei "DURA" la Timișoara, care avea ca și obiect principal de activitate fabricarea reperelor destinate copurilor de iluminat. Această firmă a constituit punctul de plecare al existentei companiei ELBA de astăzi.
În perioada crizei interbelice are loc fuziunea firmei "DURA" cu alte firme cu profil asemănător.

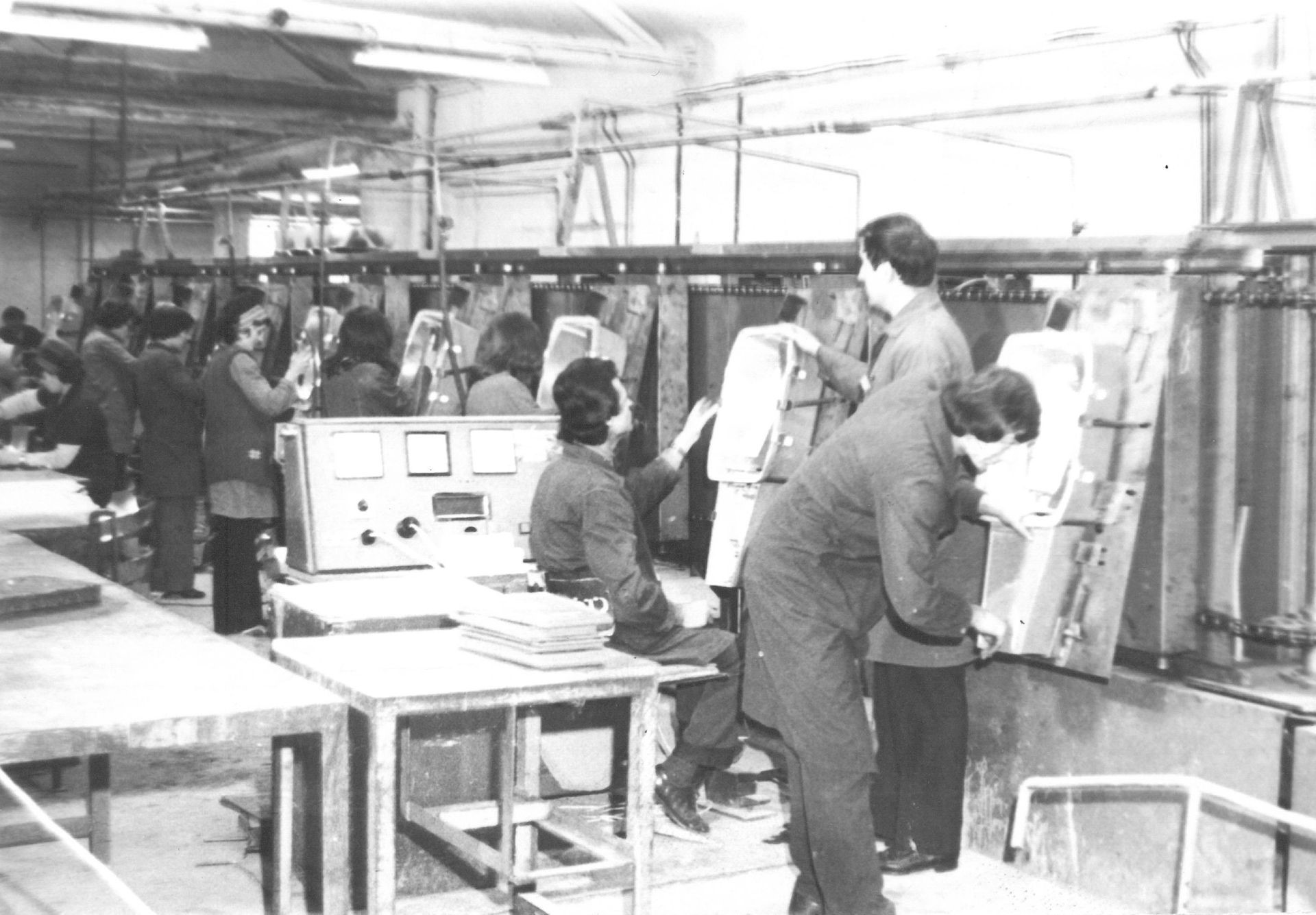
Fabrica ELBA în anii 1970

În anul 1948 firma este naționalizată, tot de atunci urmând să fie recunoscută sub numele de "ELECTROBANAT".
Din 1990, firma activează sub titulatura de S.C. ELBA S.A., iar în anul 1995 ELBA se privatizează integral, din 2013, devine ELBA S.A.
În anul 2011, activitatea de producție a fost mutată în Parcul Industrial Freidorf, noua unitate fiind întinsă pe o suprafață de 19.000 de metri pătrați.
ELBA este împărțită în 4 divizii:
AUTOMOTIVE
GENERAL LIGHTING
TOOLING
LABORATORIES
Număr de angajați:
- 2023: 777
- 2022: 873
- 2021: 870
- 2020: 902
- 2019: 1.016
- 2018: 1.090
- 2017: 1.086
- 2016: 1.020
- 2015: 985
- 2014: 1.030
- 2013: 936
- 2012: 793
- 2011: 836
- 2010: 842
- 2009: 931
- 2008: 1.079
- 2007: 1.205
- 2006: 1.110
- 2005: 1.112
- 1990: 4500

Cifra de afaceri:
- 2023: 61 mil. €
- 2022: 59 mil. €
- 2021: 51 mil. €
- 2020: 41 mil. €
- 2019: 48 mil. €
- 2018: 61 mil. €
- 2017: 54 mil. €
- 2016: 50 mil. €
- 2015: 43 mil. €
- 2014: 42 mil. €
- 2013: 43 mil. €
- 2012: 28 mil. €
- 2011: 33 mil. €
- 2010: 32 mil. €
- 2009: 30 mil. €
- 2008: 36 mil. €
- 2007: 37 mil. €
- 2006: 38 mil. €
- 2005: 28 mil. €
- 2004: 24 mil. €
- 2003: 17 mil. €
- 2002: 16 mil. €
- 2001: 17 mil. €
- 2000: 13 mil. €
- 1990: ~10 milioane euro (echivalent conversie)